# Maredudd ab Owain

Le pays de Galles à l'époque de Maredudd ab Owain. Son royaume figure en bleu.

Maredudd ab Owain (938? — † 999) est roi de Gwynedd et de Deheubarth pendant treize ans de 986 à 999. 

## Origine
Maredudd était le petit-fils de Howell le Bon et le fils de Owain ap Hywel, le roi de Deheubarth.

## Règne
À la fin de son règne Owain ap Hywel devenu trop vieux, confie l'administration de ses royaumes à ses deux fils Einion ap Owain et Maredudd. Après la mort en 984 d'Einion tué lors d'une escarmouche Maredudd demeure seul roi.
Il commence son règne par organiser des raids dévastateurs contre le Gwynedd au cours desquels Cadwallon ab Ieuaf est tué. en 986. Il fait également des incursions contre les Merciens aux frontières de Radnor et aurait payé une rançon d'un penny par tête pour certains de ses sujets qui s'étaient fait capturer par les Vikings. Les invasions danoises étaient un problème constant sous le règne de Maredudd. En 987, Godfrey Haroldson attaqua l'Anglesey, tua mille hommes et fit plus de deux mille prisonniers. Maredudd fut alors repoussé sur Ceredigion et le Dyfed. En 988, les Vikings pillèrent les côtes galloises, mais Maredudd contre-attaqua l'année suivante et parvint à faire de nombreux prisonniers (mais les chroniques n'en donnent pas le nombre). Owain mourut en 988 et Maredydd hérita du Deheubarth. On pense qu'il régna ainsi sur tout le pays de Galles hormis le Gwent et le Morgannwg.
En 991 il pilla Powys, probablement pour atteindre les Anglais et en 992 dut se défendre contre son neveu, Edwin ab Einion qui s'était rangé aux côtés des Anglais, appuyés par le Dyfed, Ceredigion, Gower et Cydweli. Les annales ne précisent pas exactement qui fut vainqueur de la bataille, mais il devait probablement s'agir de Maredudd, car Edwin n'est plus jamais mentionné après.
Maredudd enrôla alors des mercenaires vikings pour lancer une expédition contre Morgannwg. En 993 les héritiers de Meurig se soulevèrent. On ignore exactement ce qu'il advint alors, mais certains éléments laissent à penser qu'il est possible que Mardudd ait été expulsé du Gwynedd.
Maredudd meurt en 999, retenu par les annales comme « le roi de Grande-Bretagne le plus célèbre »,  ce fut Cynan ap Hywel qui monta sur le trône de Gwynedd, ramenant au pouvoir la lignée d'Idwal le Chauve

## Postérité
Le seul fils et héritier de Maredudd prédécéda et le roi ne laissa comme héritières qu'une ou deux filles:
- Angharat ferch Maredudd épouse en première union de Llywelyn ap Seisyll dont Gruffydd ap Llywelyn; En secondes noces elle épousa Cynfyn ap Gwerstan avec qui elle eut également deux fils : Bleddyn ap Cynfyn et Rhiwallon ap Cynfyn.

- une fille anonyme épouse (?) de Caradog ap Gwyn dont Trahaearn ap Caradog[5].